# John Lewis & Partners
John Lewis & Partners, ou apenas John Lewis, é uma renomada rede britânica de lojas de departamentos que atende todo o Reino Unido e também possui filiais na Irlanda. A rede faz parte da John Lewis Partnership, uma organização cooperativa que pertence aos seus funcionários e é a maior do seu tipo no Reino Unido. A John Lewis Partnership foi fundada em 1929 por Spedan Lewis, filho de John Lewis, que abriu a primeira loja da rede em 1864 na Oxford Street, em Londres. Nos dias atuais, a John Lewis & Partners conta com trinta e cinco lojas espalhadas pela Grã-Bretanha, sendo que a loja da Oxford Street recebeu em 2008 um mandado real da Rainha Elizabeth II, que a reconheceu como "fornecedora de artigos de armarinho e domésticos". A rede também é conhecida por seus emocionantes comerciais de Natal, que desde 2007 se tornaram uma tradição na cultura britânica.